# Tourkovoúnia
Ne doit pas être confondu avec la colline homonyme dans le massif de l'Ægialée, dans le district régional du Pirée.
Les Tourkovoúnia (grec moderne : Τουρκοβούνια, « collines des Turcs »), ou Lykovounia (grec moderne : Λυκοβούνια, « collines des loups »), appelées dans l'Antiquité Anchesme, sont un ensemble collinaire de l'Attique en Grèce.
Elles tiennent leur nom d'un cimetière turc qui y fut installé lors de la période ottomane.